# 카롤루스 (니더로트링겐 공작)

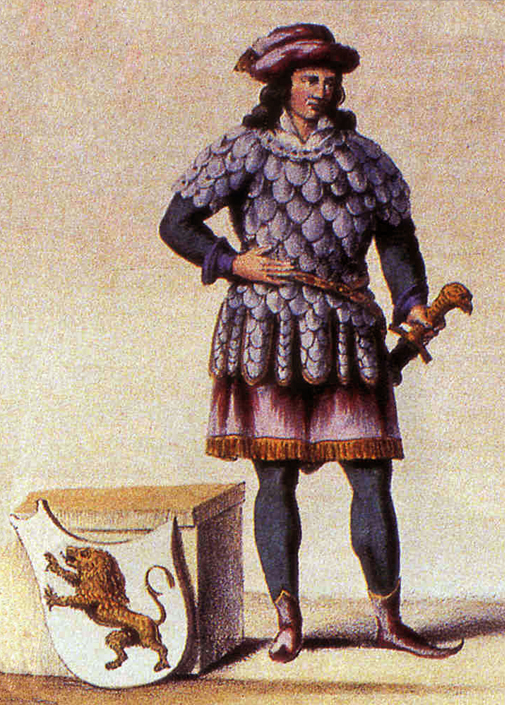
샤를, 1850년경 작

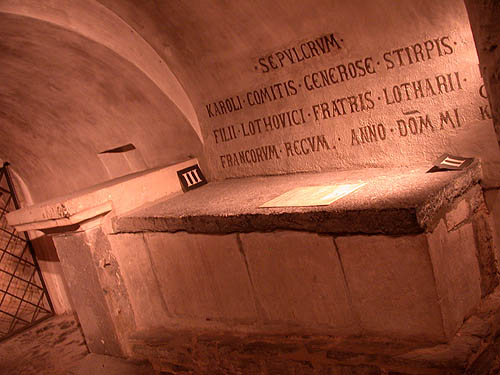
성 세르바티우스 대성당에 안치된 샤를의 석관

카롤루스 로타링기우스(Karolus Lotaringius, 샤를 드 바스로타링기아(Charles de Basse-Lotharingie, 953년 - 993년 6월 12일))은 서프랑크 왕국의 왕족으로 카롤링거 왕조 출신이었다. 하 로렌의 공작을 역임했다. 서 프랑크 왕국 루이 4세의 아들이자 서프랑크의 왕 로테르 2세의 동생이었다. 오토 외드는 그의 아들들이었다.
형인 로테르 2세와 사이가 좋지 않았으며, 977년 신성로마제국을 향해 구 동 프랑크 왕국 영토의 계승권을 주장하는 로테르 2세를 견제할 목적으로 그의 외사촌 오토 2세에 의해 남부 로렌의 공작에 서임됐다.
987년 루이 5세가 낙마 사고로 사망한 뒤, 왕위 계승권을 주장하였으나 받아들여지지 않았다. 991년 위그 카페에 의해 감금당하였다.

## 생애
카롤링거 왕조의 서프랑크 왕 루이 4세와 독일 국왕 하인리히 1세의 딸 게르베르가의 아들로 라온에서 태어났다. 970년 뫼우 백작, 베르망두아의 로베르의 딸 아델하이스와 결혼했다. 베르망두아의 백작 가문은 그의 먼 친척으로 샤를마뉴의 차남 피피노 카를로만의 서손들이었다.
평소 샤를이 자신의 친형 로테르 2세와 평소 사이가 좋지 않아 이를 눈여겨본 외사촌 오토 2세는 구 동 프랑크 왕국 영토의 계승권을 주장하는 로테르 2세를 견제할 목적으로 그를 후원, 로렌의 일부를 분할하여 남부 로렌을 그에게 주었다.
987년 루이 5세가 낙마사고로 갑자기 죽자 랭스 대주교 아달베로와 제르베르 주교는 귀족들에게 영향력을 행사하여 카롤링거 왕족인 그의 왕위계승권 요구를 묵살하고 위그 카페 공작을 왕으로 선출하도록 했다. 이에 샤를은 반발했고, 988년부터 989년 반발을 일으켰다. 위그 카페의 비서이자 고문이었던 제르베르는 샤를이 군사를 일으켜 위그를 폐위시키려 하자 위그와 함께 이에 대항했다.
989년 1월 랭스 대주교 아달베로는 죽기 전에 제르베르를 후임자로 지목했으나, 위그 카페는 전임 왕실을 배려하는 뜻에서 로테르 아들 아르눌프를 랭스 대성당 대주교로 추천했다. 그해 9월 아르눌프는 랭스를 삼촌인 샤를에게 저렴한 가격에 팔았고, 샤를은 제르베르를 랭스에 연금시켰다. 그러나 8개월 뒤 제르베르는 랭스를 탈출, 위그의 궁전으로 피신했으나, 오히려 공작 샤를과 모의하여 쿠데타를 기도했다는 거짓 고소를 당했다. 991년 다시 위그 카페에 대해 대항했으나 실패하고, 지원을 약속했던 신성로마제국의 오토 3세 역시 지원해주지 못하면서 패하고, 그해 3월 체포당한 뒤 랭스에 감금당하였다.
993년 6월 12일 오를레앙에서 사망하였다. 시신은 성 세르바티우스 성당에 안치되었다.

## 가족
- 조부 : 샤를 3세 생쁠
- 부왕 : 루이 4세

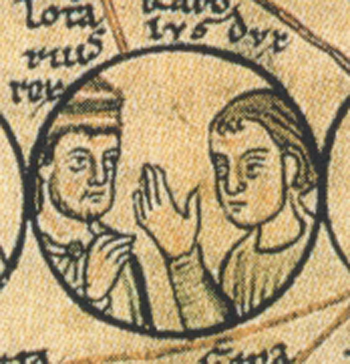
샤를 (좌측)과 로테르 3세 (우측)

- 모후 : 게르베르가, 독일국왕 하인리히 1세의 딸[1]
  - 형 : 로테르 2세
  - 형수 : 엠므, 이탈리아왕 로타리오 3세와 프로방스의 아델하이트[2]의 딸
- 처 : 아델하이트(Adelais, ? - 991) 뫼우 백작, 베르망두아의 로베르의 딸
  - 아들 : 루이, 요절
  - 아들 : 오토
  - 아들 : 샤를, 989년 사망
- 후처 : 보르네(Bonne), 베르덩 백작 고드프리의 딸
- 외삼촌 : 오토 1세
  - 외사촌 : 리우돌프(955년 사망)
  - 외사촌 : 리우르가르트
  - 외사촌 : 오토 2세